# Vtáčkovce
Vtáčkovce (in ungherese Patacskő) è un comune della Slovacchia facente parte del distretto di Košice-okolie, nella regione di Košice.